# Ministar predsjednik Regije glavnoga grada Bruxellesa
Na čelu regionalne vlade Briselske regije u Belgiji nalazi se ministar predsjednik (premijer). On se izabire na mandat od pet godina, zajedno s četiri ministra i tri državna tajnika.
Ministar predsjednik Regije glavnoga grada Bruxellesa nije ista funkcija kao i guverner Regije glavnoga grada Bruxellesa ili gradonačelnik grada Bruxellesa. 

## Popis
| Ime                         | Mandat                                 | Stranka |
| --------------------------- | -------------------------------------- | ------- |
| Charles Picqué (prvi put)   | 12. srpnja 1989. – 15. srpnja 1999.    | PS      |
| Jacques Simonet (prvi put)  | 15. srpnja 1999. – 18. listopada 2000. | PRL     |
| François-Xavier de Donnéa   | 18. listopada 2000. – 6. lipnja 2003.  | PRL/MR  |
| Daniel Ducarme              | 6. lipnja 2003. – 18. veljače 2004.    | MR      |
| Jacques Simonet (drugi put) | 18. veljače - 19. srpnja 2004.         | MR      |
| Charles Picqué (drugi put)  | 19. srpnja 2004. - danas               | PS      |

## Poveznice
- Popis ministara predsjednika Flandrije
- Popis ministara predsjednika Valonije